# Petit-Pont
Il Petit Pont-Cardinal Lustiger è un ponte di Parigi che attraversa la Senna.
Collega la rue de la Cité e il quai du Marché-Neuf, sull'île de la Cité, alla place du Petit-Pont sulla riva sinistra della Senna, e il quai Saint-Michel, prolungato dalla rue du Petit-Pont e poi dalla rue Saint-Jacques.

## Origine del nome
Il nome deriva dal passaggio di questo ponte sul braccio piccolo della Senna, a differenza del Grand Pont, oggi Pont au Change, che attraversa il braccio grande. Prende anche il nome dal Cardinale Lustiger, arcivescovo di Parigi dal 1981 al 2005.

## Storia
Fu costruito undici volte:
- Ponte gallo-romano, in legno, unico a collegare l'île de la Cité alla riva destra della Senna. Fu fatto distruggere nel 1111 dal conte Roberto di Beaumont;
- Voluto dal vescovo Maurice de Sully, fu eretto nel 1118 ma distrutto da una piena nel 1196. Questa sarà la sorte anche dei cinque ponti edificati tra il 1200 e il 1375;[3]
- Tra il 1394 e il 1406, il re Carlo VI fece costruire dall'architetto Raymond du Temple una nuova opera con i fondi d'una forte ammenda alla quale erano stati condannati sette ebrei;[3][4]
- Il ponte venne distrutto nel 1408 da una piena della Senna e fu ricostruito nel 1409, questa volta in pietra e resistette fino al XVII secolo. La vicinanza all'Hôtel-Dieu favorì la costruzione di negozi di farmaci sul ponte stesso, vicino alla rue du Marché-Palu, dal 1552. Le case furono edificate una seconda volta nel 1603 e restaurate nel 1659;

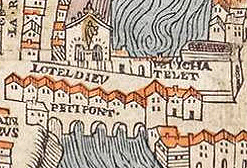
Il Petit-Pont sulla pianta di Truschet e Hoyau (1550).
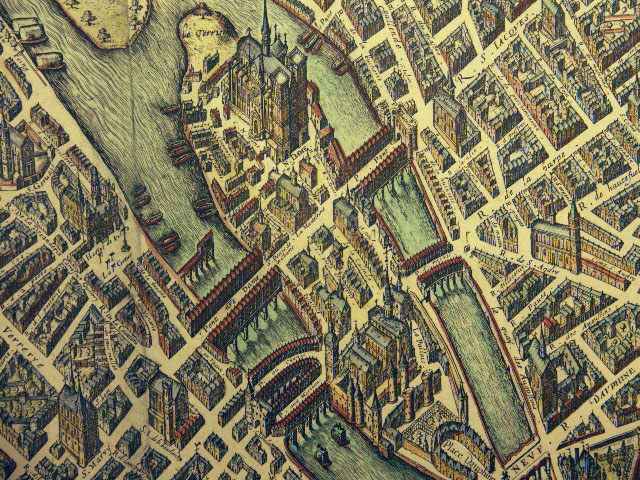
Il Petit-Pont sulla pianta di Vassalieu (1609).

- Nel 1718, dopo alcuni crolli, il Petit-Pont e tutte le case costruitegli sopra furono totalmente distrutte da un incendio, provocato dalla presenza di due battelli carichi di fieno e in fiamme, che erano andati alla deriva.[5] Esso venne rimpiazzato un anno dopo da un altro ponte in pietra a tre archi centinati, finanziato grazie ad una questua generale fra tutte le parrocchie della città. Ricostruito a schiena d'asino, la sua larghezza fu aumentata di 6 metri e fu vietata la costruzione di case sulla struttura del ponte;[4]

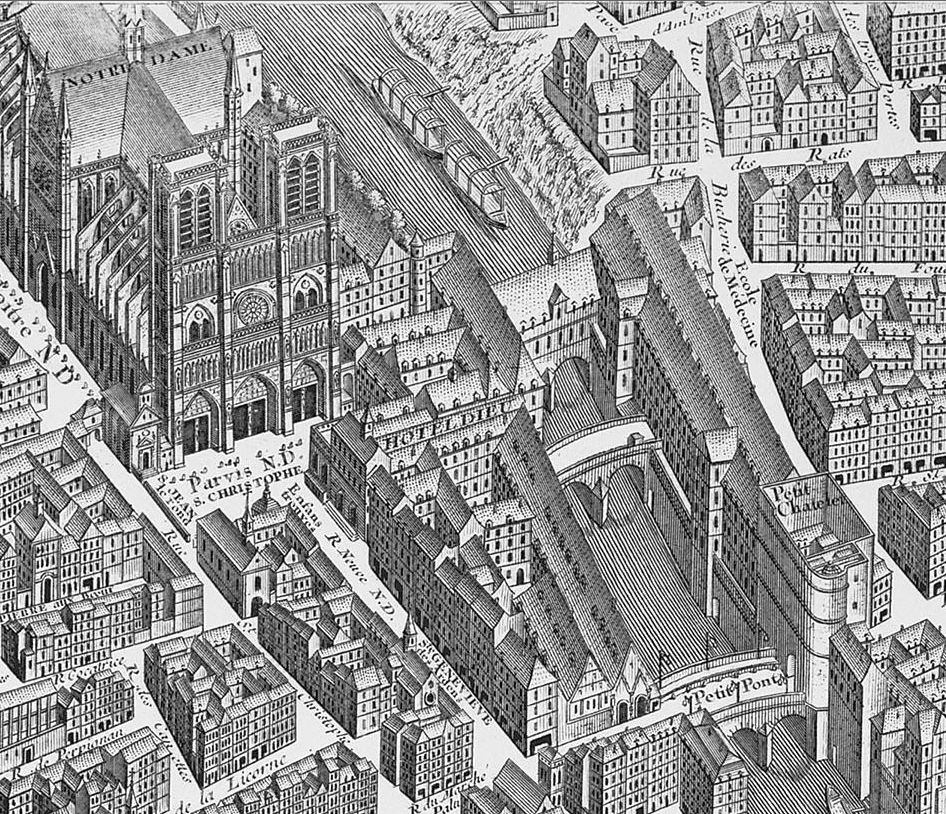
Il Petit-Pont sulla pianta di Turgot (1739)
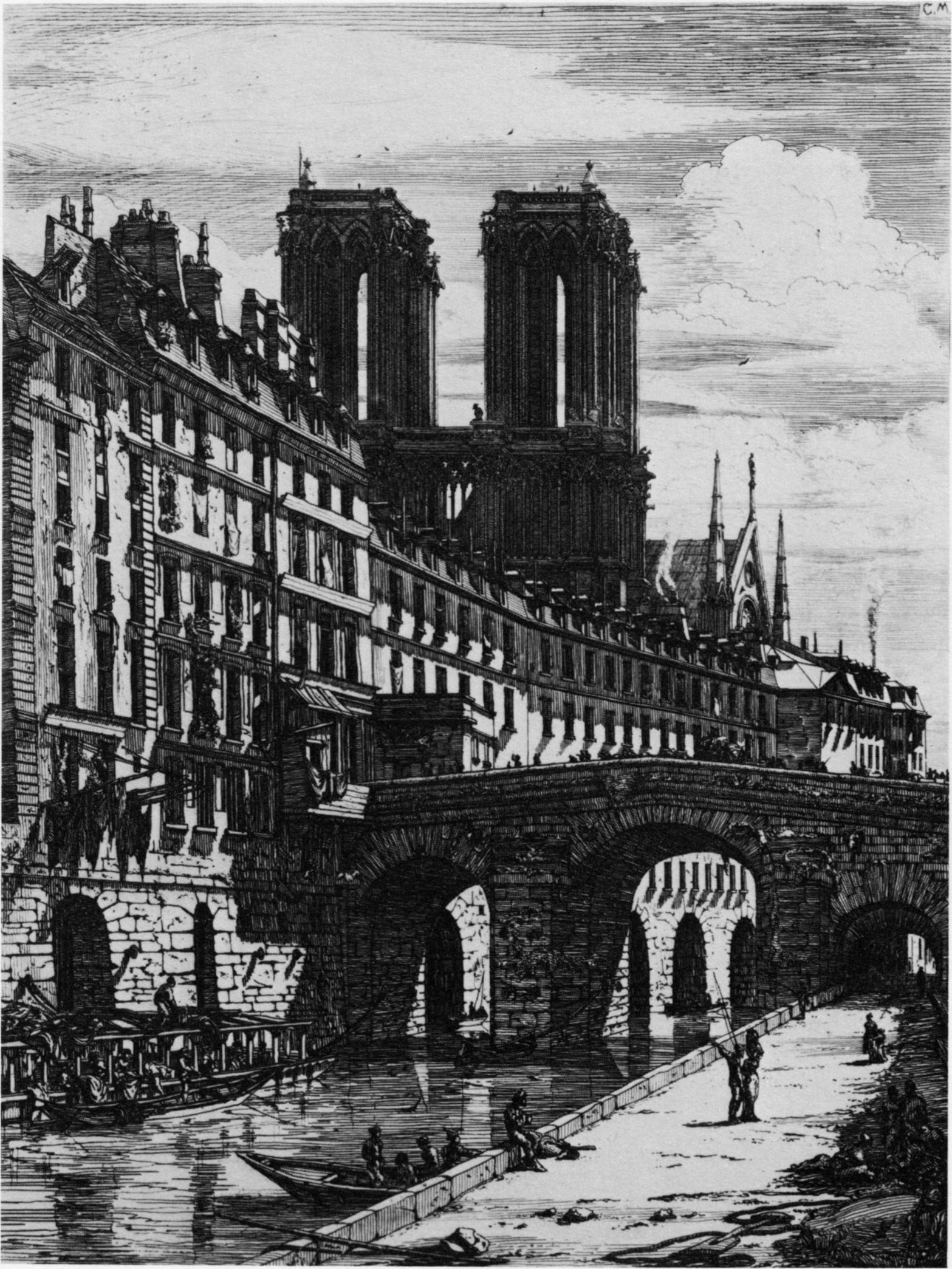
Il ponte nel 1850 (incisione di Charles Meryon) con i suoi tre archi

- Dal 1850 al 1853, fu costruito, in sostituzione del precedente, un ponte a una sola arcata in cemento e pietra molare su progetto di Paul-Martin Gallocher de Lagalisserie e Darcel ed eseguito da Alexandre Michal, ingegnere-capo. Lungo 38 m e largo 20, fu realizzato su una volta ad arco di cerchio da 31 a 32,5 metri di corda e dotato di due marciapiedi.[4] Posto in servizio nel dicembre 1853, è ancora in funzione ai nostri giorni. È stato rinominato Petit-Pont-Cardinal-Lustiger dal Consiglio di Parigi l'11 giugno 2013 in memoria dell'ex arcivescovo di Parigi dal 1981 al 2005, cardinale Jean-Marie Lustiger.[1][2]

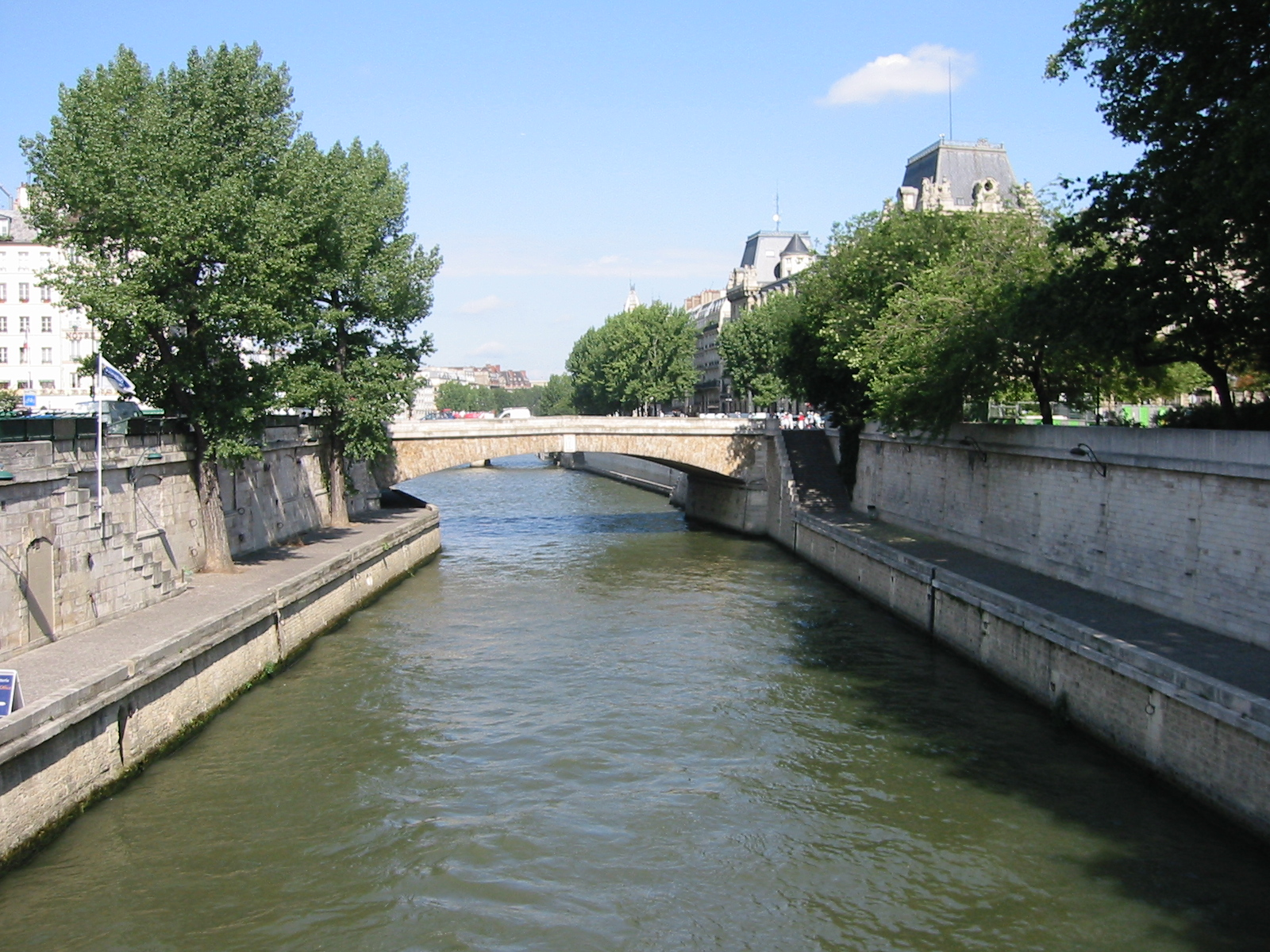
Veduta dal pont au Double
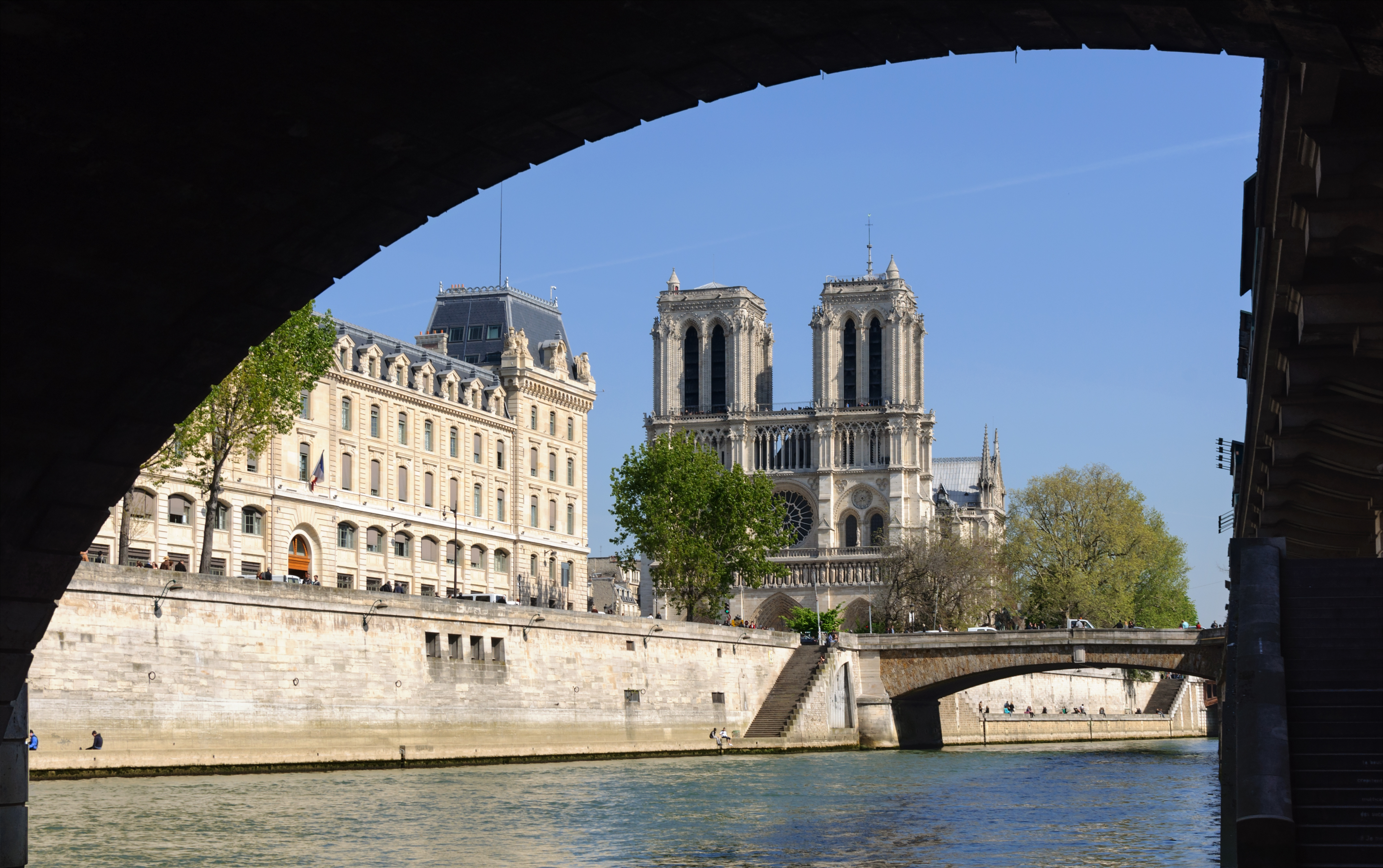
Cattedrale di Notre-Dame e il Petit-Pont dal pont Saint-Michel
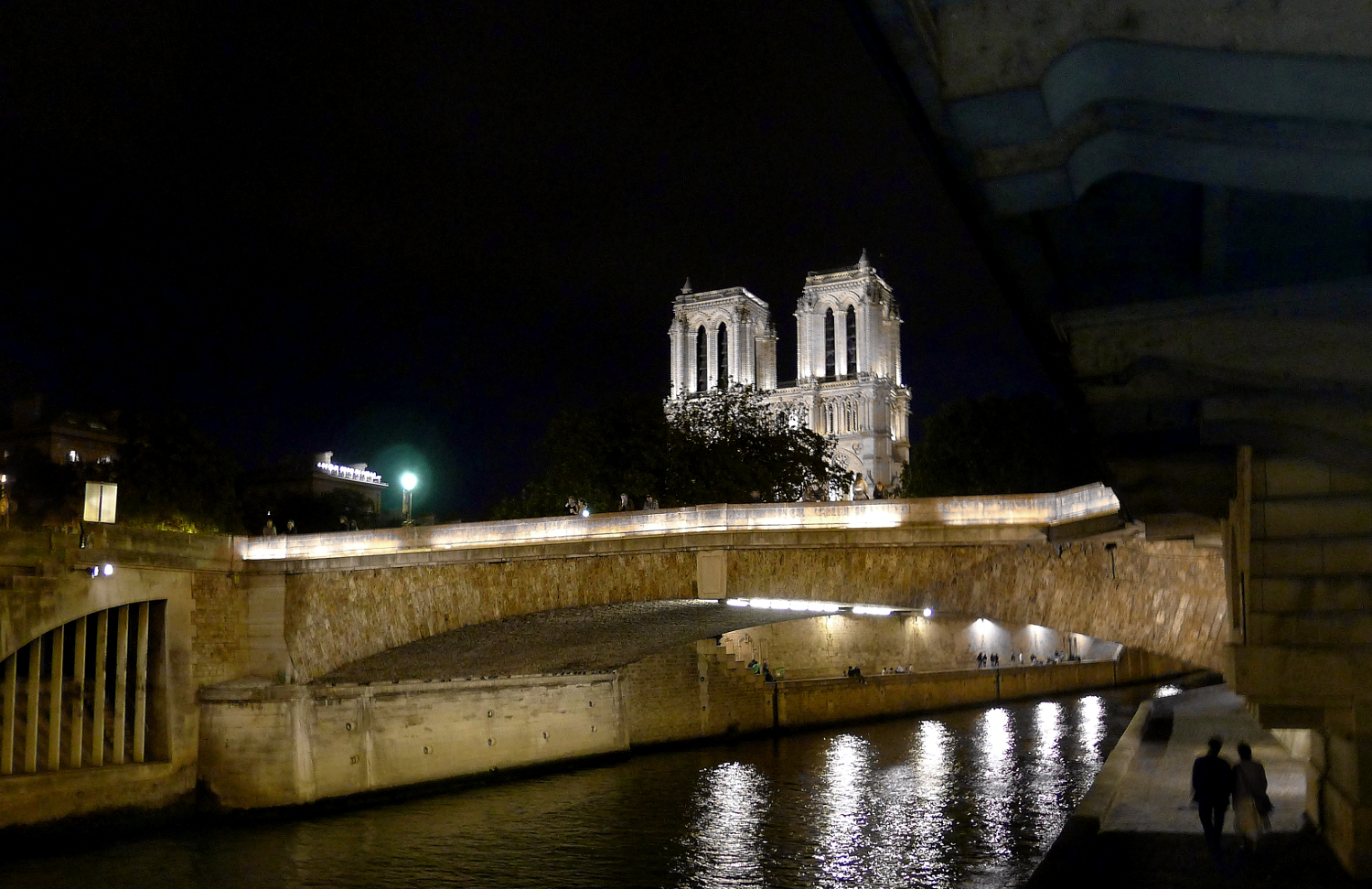
Il Petit-Pont di notte
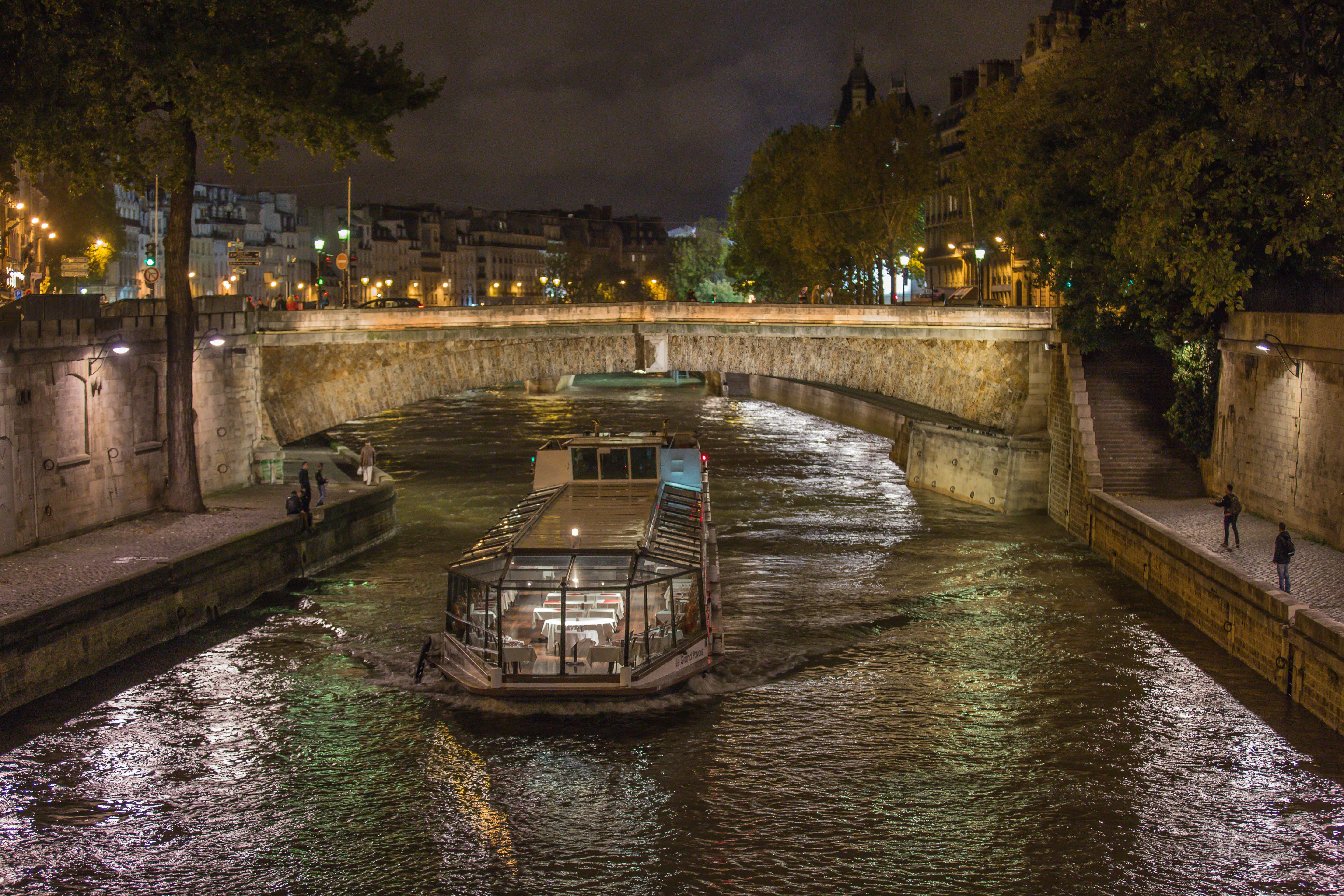
Il Petit-Pont di notte